# Blue Planet

Blue Planet est un jeu de rôle publié en anglais en 1997 par Biohazard pour sa première édition, et en 2000 par Fantasy Flight Games pour sa deuxième édition. Les droits ont été récupérés en 2008 par l'éditeur Redbrick. Une conversion à GURPS fut également publiée par Steve Jackson Games. Biohazard n'a plus aucune activité d'édition, mais continue à détenir les droits du jeu.
Le contexte du jeu est la colonisation d'une planète aquatique, Poseidon, et les différentes rivalités entre factions, notamment entre les corporations industrielles et d'anciens colons devenus indigènes. Le jeu, dédié à Jacques-Yves Cousteau, met l'accent sur l'écologie et le réalisme scientifique.

## Récompenses
Blue Planet a reçu le Grog d'or 2001, décerné par le Guide du Rôliste Galactique.